# GE Transportation
GE Transportation, est une filiale de General Electric. Elle fabrique du matériel pour le chemin de fer, la marine, les mines, le forage et les usines de production électrique. Le siège est à Chicago aux États-Unis. Les locomotives sont assemblées à Érié en Pennsylvanie, et les machines sont produites à Grove City. En mai 2011, la société a annoncé le projet de construire une deuxième usine de locomotives à Fort Worth, au Texas, pour répondre à la hausse de la demande.

## Produits
- Locomotives
- Véhicules pour l'exploitation minière

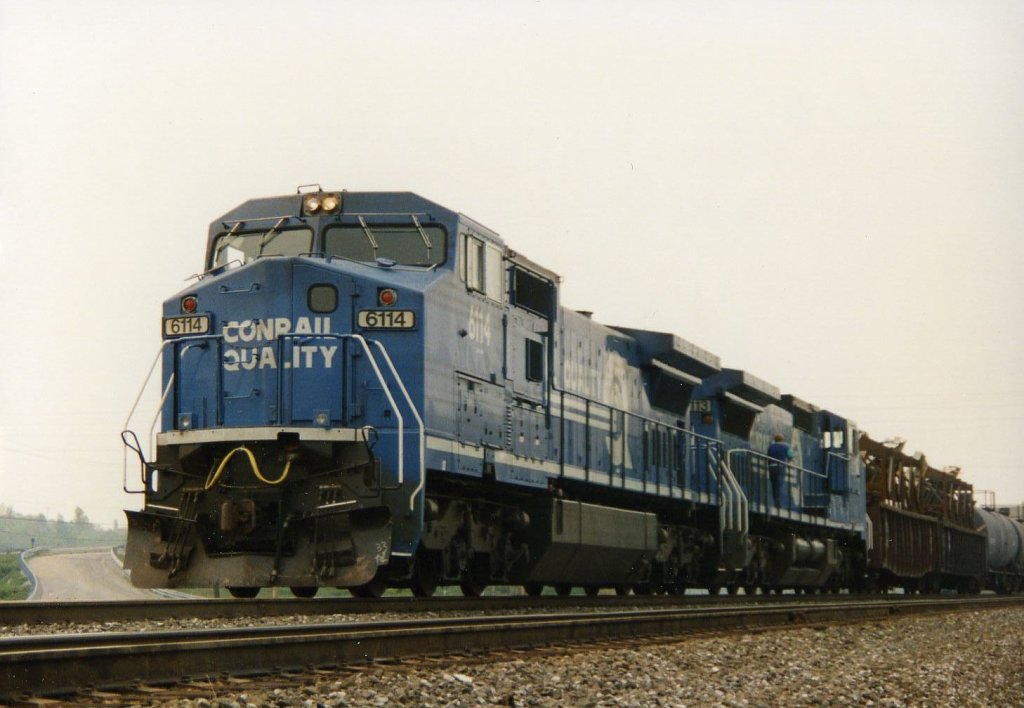
Une locomotive GE Dash 8-40CW assemblé entre 1990 et 1994 de la société Conrail en 1993.

- Systèmes électriques pour les têtes de forage
- Moteurs diesel
- Systèmes de signalisation et de communication